# Sara Löfgren

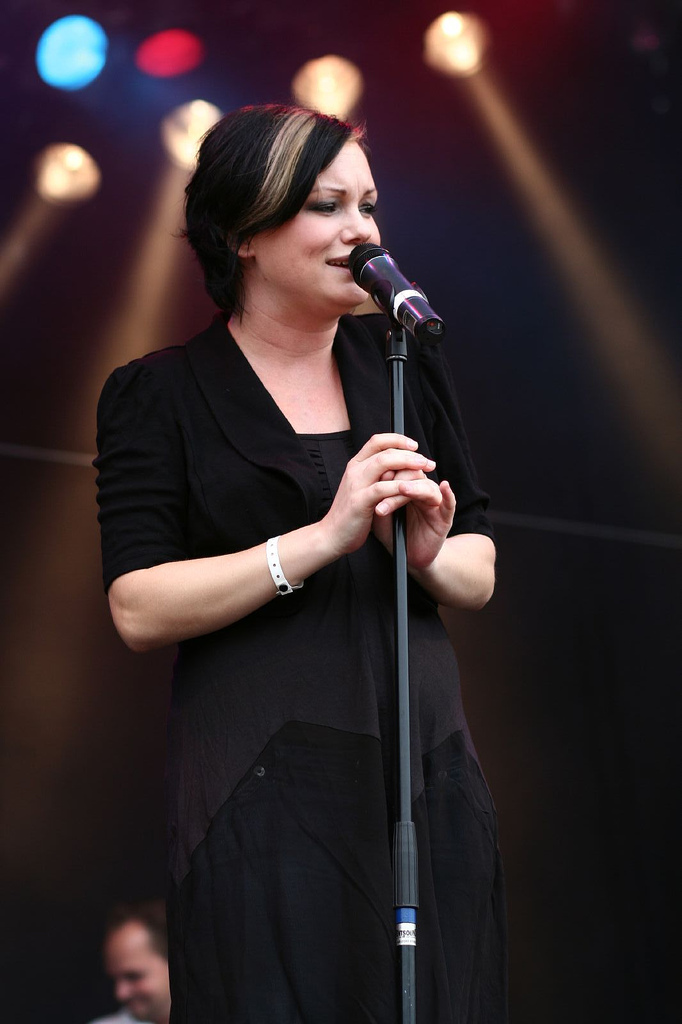
Sara Löfgren under Stockholm Pride i augusti 2007.

Sara Terese Widgren, tidigare Löfgren, född 11 april 1977, är en svensk tidigare sångerska och numera fritidsledare. Löfgren har varit engagerad i det lokala musiklivet i Varberg, bland annat i amatörgruppen Académia.

## Biografi
Löfgren slog igenom i dokusåpan Fame Factory, med låtar som "Starkare" och "Aldrig". Debutalbumet Starkare (2004) har sålts i nästan 60 000 exemplar. Sara Löfgren deltog i Melodifestivalen 2004 med "Som stormen", som slutade på sjunde plats i tävlingen. Hon var nominerad i två kategorier i Nordic Music Award 2004 och två kategorier vid Gaygalan 2004
År 2007 gjorde TWDSO (Those We Don't Speak Of) ett framträdande på Sweden Rock Festival där Löfgren var sångerska. Gruppen splittrades kort därefter.
Hon har medverkat i TV-program som TV-huset, Sen kväll med Luuk, Combo, En kväll för världens barn, Så ska det låta, Du är vad du äter.
År 2010 kom singeln "Åt helvete för sent", och sommaren 2010 deltog hon i Packmopedsturnén i Värmland.
2017 hade Sara Löfgren lagt artistkarriären åt sidan. Hon arbetade då som fritidsledare i Varberg.

## Diskografi

### Album

#### Med Académia
- The Tale of the Ocean Waves (1993)

#### Som soloartist
- Starkare (2004)
- Där maskrosorna blommar  (2009)

### Singlar
- "Starkare" (2003)
- "För alltid" (2004)
- "Som stormen" (2004)
- "Lite kär" (2004)
- "Fastän regnet öser ned" (2005)
- "Vägen hem" (2006)
- "Glöd" (2008)
- "Åt helvete för sent" (2010)